# Rudolf Moosbrugger-Leu
Rudolf Moosbrugger-Leu (* 1923; † 2011) war ein Schweizer Archäologe.

## Leben und Wirken
Rudolf Moosbrugger-Leu besuchte das Realgymnasium Basel und legte 1943 die Matura ab. 1945 erhielt er das Diplom als Primarlehrer und wurde Lehrer an Schulen in Basel. 1957 wurde er an der Universität Basel mit einer Arbeit über frühmittelalterliche Gürtelbeschläge zum Dr. phil. promoviert. 1958 bis 1960 war er Kantonsarchäologe im Kanton Aargau und ab 1959 als Nachfolger von Reinhold Bosch Konservator im Vindonissa-Museum in Brugg. 1960 bis 1964 war er wieder an Basler Schulen tätig; während dieser Zeit wurde er zwei Jahre für sein Handbuch Die Schweiz zur Merowingerzeit beurlaubt. 1960/1961 betreute er mit Hans Rudolf Sennhauser Ausgrabungen in Kaiseraugst.
Von 1964 bis 1983 war er als Nachfolger von Ludwig Berger Kantonsarchäologe im Kanton Basel-Stadt. Er übernahm die Leitung der Archäologischen Bodenforschung des Kantons Basel-Stadt und baute die Bodenforschung durch technische Geräte sowie durch technisches und wissenschaftliches Personal auf. 1973 veröffentlichte er einen Generalplan der Siedlung Basel-Gasfabrik. Sein Nachfolger war Rolf d’Aujourd’hui.
1966/1967 forschte er am Institute for Advanced Study in Princeton, New Jersey.
Rudolf Moosbrugger-Leu wohnte in Riehen.

## Schriften
- mit Marc-Rudolphe Sauter: Une tombe „burgonde“ à plaque-boucle à Etrembières. In: Revue archéologique de l’Est et du Centre-Est. Band 8, Nr. 3–4, 1957, S. 286–296.
- Der archäologische Aspekt. In: Marcel Beck, Rudolf Moosbrugger-Leu, Stefan Sonderegger: Volks- und Sprachgrenzen in der Schweiz im Frühmittelalter. Sonderdruck aus: Schweizerische Zeitschrift für Geschichte. Band 13, Heft 4, 1963, S. 433–534, hier S. 457–493 (online, PDF; 14,6 MB).
- Die frühmittelalterliche Grabhügelnekropole Illnau. In: Rudolf Degen, Walter Drack, René Wyss (Hrsg.): Helvetia Antiqua. Festschrift für Emil Vogt. Conzett & Huber, Zürich 1966, S. 293–306, OCLC 757915680.
- Die frühmittelalterlichen Gürtelbeschläge der Schweiz. Ein Beitrag zur Geschichte der Besiedlung der Schweiz durch die Burgunder und Alamannen. Dissertation Universität Basel 1967. Birkhäuser, Basel 1967, DNB 364410590.
- Der archäologische Befund. In: Die Ausgrabungen in der St. Leonhardskirche zu Basel. Sonderdruck aus: Basler Zeitschrift für Geschichte und Altertumskunde. 68, 1968, S. 11–54, OCLC 603154917.
- Ein unbekanntes Stück Römerstraße im Jura. In: ProvinBalia. Festschrift für Rudolf Laur-Belart. Schwabe, Stuttgart/Basel 1968, DNB 457859091, S. 406–409.
- Die Schweiz zur Merowingerzeit. Die archäologische Hinterlassenschaft der Romanen, Burgunder und Alamannen. 2 Bände. Francke, Bern um 1971. Band A: DNB 997324422, Band B: DNB 997324481.
- Auf den Spuren der Rauriker. Die Bedeutung der spätkeltischen Siedlungsspuren auf dem Sandoz-Areal. In. Sandoz-Bulletin. 31, 1973, S. 3–14.
- Germanus, der vergessene Juraheilige In: Basler Stadtbuch. 1975, S. 215–222.
- Die frühmittelalterlichen Gräberfelder von Basel. Merian, Basel 1982, ISBN 978-3-85616-015-9.
- Was ist ein Basler? Buchverlag Basler Zeitung, Basel um 1983, ISBN 3-85815-095-9.
- Die Chrischonakirche von Bettingen. Archäologische Untersuchungen und baugeschichtliche Auswertung. Mit einem Beitrag von Beatrice Schärli über die Münzfunde (= Materialhefte zur Archäologie in Basel. Heft 1). Archäologische Bodenforschung Basel-Stadt, Basel 1985, DNB 900444282 (Digitalisat).
- mit Peter Eggenberger, Werner Stöckli: Die Predigerkirche in Basel. Mit einem Beitrag von Beatrice Schärli über die Münzfunde (= Materialhefte zur Archäologie in Basel. Heft 2). Archäologische Bodenforschung Basel-Stadt, Basel 1985, DNB 900459344 (Digitalisat).
- Die Schnurvermessung im mittelalterlichen Bauwesen. In: Mittelalter. Zeitschrift des Schweizerischen Burgenvereins. 5, 2000, S. 1–30 (online, PDF; 32,3 MB).
- Die Beth-El-Steine von Riehen. In: Beiträge zur Archäologie. 2001, S. 147–151, DOI:10.12685/jbab.2000.147-151
- Schnurvermessung: einfältig – einfach. (Memento vom 5. März 2016 im Internet Archive). Gesellschaft für die Geschichte der Geodäsie 2006 (PDF; 527 kB).